# ¿De dónde venimos? ¿Quiénes somos? ¿Adónde vamos?
¿De dónde venimos? ¿Quiénes somos? ¿Adónde vamos? (en francés: D'où venons nous? Que sommes nous? Où allons nous?) es un cuadro de Paul Gauguin hecho en diciembre de 1897 durante su segunda estancia en Tahití. Se conserva en el Museo de Bellas Artes de Boston. Se conoce por la referencia núm. 561 del catálogo de Wildenstein.
Las tres preguntas son las típicas que un tahitiano, curioso y hospitalario, hace a un extraño que se encuentra por el camino: ¿quién eres? ((o vai ´oe?), ¿De dónde vienes? (nohea roa mai ´oe?), ¿Dónde vas? (te haere ´oe hea?). Seguramente a Gauguin le habían hecho a menudo estas tres preguntas, que las transforma en la primera personal del plural y hace una alegoría de la vida.

## Contexto
En 1897 Gauguin vivió sucesivamente en un estado de euforia y de depresión. Se encontraba enfermo, sin dinero, decepcionado de los amigos de París que no lo ayudaban y enfrentado con las autoridades coloniales. En la primavera de 1897 recibió la noticia de la muerte de su hija Aline, de diecinueve años, de quien tenía esperanzas con su talento artístico. Su salud empeoró con una infección en los ojos y una crisis cardíaca. Anunció una decisión drásticamente junto señal: si el próximo barco no traía buenas noticias de su marchante o de sus amigos, se suicidaría. Antes, sin embargo, durante un mes pintó el gran cuadro que tenía pensado. Tenía que ser la culminación de su vida artística y su legado. Una vez acabado se subió a la montaña y se tomó una sobredosis de arsénico que el médico le había recetado para el eccema. La dosis era tan grande que la vomitó y sobrevivió. La curiosidad por ver las reacciones de su cuadro le ayudó a recuperarse. De hecho, se vendió de inmediato.

## Descripción
La escena es un paisaje tropical lleno de mujeres y niños tahitianos, cada uno de ellos en una actividad diferente y simbólica. A la derecha, un bebé duerme en el suelo rodeado de tres chicas sentadas y un perro. Al fondo, se encuentran dos personajes con túnica y abrazados, caminan mientras hablan y una figura sentada en el suelo los mira en una posición simiesca rascándose la cabeza. En el centro, una figura andrógina coge una fruta. A sus pies, un niño come otra fruta rodeado de gatos y una cabra. Al fondo en la izquierda hay una estatua oriental con los brazos levantados con una mujer a su lado y un embrión humano en el otro. Finalmente, a la izquierda, hay una mujer apoyada sobre su brazo, una vieja sentada en posición fetal tapándose la cara, y un pájaro blanco con una lagartija entre las patas.
Gauguin lo describe de esta forma:

Los dos ángulos superiores son amarillos [...] de forma que parece un fresco doblado de los cantos y fijado sobre una pared dorada. Abajo a la derecha hay un bebé dormido y tres mujeres en cuclillas. Dos figuras vestidas de púrpura se confían sus conversaciones. Una figura enorme agachada, realizada deliberadamente a pesar de la perspectiva, levanta el brazo y mira sorprendida a los dos personajes que osan hablar sobre su destino. En el centro, hay una figura que recoge una fruta, dos gatos cerca de un niño, y una cabra. El ídolo, con los dos brazos levantados misteriosamente y con ritmo, parece indicar el más allá. Una figura agachada parece escuchar al ídolo. Y, finalmente, una vieja cerca de la muerte parece aceptar, resignada, lo que está pensando, y cierra la leyenda [...] El conjunto de la escena se sitúa entre un arroyo y bajo los árboles, al fondo está el mar , y, más allá, las montañas de la isla vecina.

La isla vecina es Moorea, visible desde el oeste de Tahití a pesar de que proporcionalmente se muestra como si estuviera más cercana.

## Simbolismo
Gauguin se muestra molesto por tener que explicar la idea del cuadro. Dice que cuando un crítico no encuentra referentes históricos o pictóricos no entiende nada, y que no tiene por qué abrir los ojos al gran público. Pero en diferentes cartas da algunas interpretaciones. Escribe: «He hecho una obra filosófica temáticamente similar al evangelio.»  Curiosamente el cuadro representa a doce figuras humanas más un ídolo.
El cuadro es un escenario de la vida y la actividad humana, desde el nacimiento hasta la muerte, leído de derecha a izquierda.

### ¿De dónde venimos?
«La fuente. El niño. La vida en común»
Un bebé marca el primer límite de la escena, y al lado, unas chicas jóvenes lo velan. Es la vida familiar o comunitaria, con perro doméstico incluido, la esperanza y el sueño por la vida.

### ¿Quiénes somos?
«Vida cotidiana. El hombre instintivo se pregunta a sí mismo qué significa todo esto»
Es el mundo de los adultos, con sus temores y alegrías. Gauguin lo identifica con el jardín del Edén con una mujer cogiendo un fruto del árbol de la ciencia, símbolo del pecado de Eva. A su izquierda dos personajes filosofan sobre la vida, mientras los hombres se dejan llevar por la felicidad de vivir. A su derecha, un ídolo muestra el aspecto espiritual y religioso.
«Volviendo a mi cuadro grande, el ídolo no está puesto como una cita literaria, sino como una estatua [...] que representa lo indefinido y lo incomprensible ante el misterio de nuestros orígenes y de nuestro futuro."
La estatua del ídolo no existe en Tahití y está inspirada en los ídolos hindúes. Representa a Hina, la diosa de la Luna, considerada exageradamente por Gauguin como una de las principales divinidades tahitianas. Al igual que los constantes ciclos lunares, Hina es la diosa responsable de la regeneración y el renacimiento. Los gatos tradicionalmente se asocian con la luna.

### ¿Adónde vamos?
«Junto la muerte de una vieja, un pájaro extraño y estúpido lleva todo a su final».
Es la muerte pero también el renacimiento. La mujer tumbada y apoyada con un brazo es Vairaumati, que Gauguin llama Eva tahitiana. Según la leyenda, Vairaumati engendró el primero de los arioi, una sociedad privilegiada dedicada al amor y a la guerra, y luego fue divinizada.
La mujer vieja, representada previamente como «Eva bretona» que se tapa los oídos para no escuchar la tentación del pecado, es una réplica de una momia peruana en posición fetal que fue expuesta en el Musée de Ethnologie du Trocadéro de París, y que hoy se encuentra en el Musée de l'Homme. Gauguin usó la imagen de esta momia en más de veinte obras suyas. Se puede interpretar tanto como la muerte, la eternidad o el ciclo de nacimiento, muerte y reencarnación.
«A sus pies un extraño pájaro blanco, con una lagartija entre las garras, representa la inutilidad de las palabras vanas».
Como en Tahití no hay serpientes, la lagartija representa el pecado original.

## Composición
Gauguin dijo que decidió «pintar antes de morir un gran cuadro que tengo en la cabeza». Había dejado en un manuscrito la descripción del «cuadro que quería pintar» y que tiene muchos rasgos de lo que finalmente hizo. El tamaño debía ser de la anchura de su estudio, y lo suficientemente alto para hacer las figuras de tamaño natural en primer plano:
«Pero debido a las reglas de la perspectiva tendré que hacer un horizonte alto [...] Tendré que pisar las reglas, por lo que seré lapidado [...] Sin duda, existe el camino intermedio, que satisface la gente pero que a mí no me produce ningún placer.»
El personaje central es una mujer estatuaria. Geométricamente la composición de líneas parte del centro hacia los extremos de forma simétrica y piramidal. El hieratismo de las figuras, la simplicidad de las formas y los colores francos son los componentes del primitivismo de Gauguin.
La figura central es una réplica invertida de un estudio de Rembrandt sobre el Cristo atado a la columna. Las dos figuras de la izquierda ya las había pintado previamente a Eva bretona (1889) y Vairumati (1897).

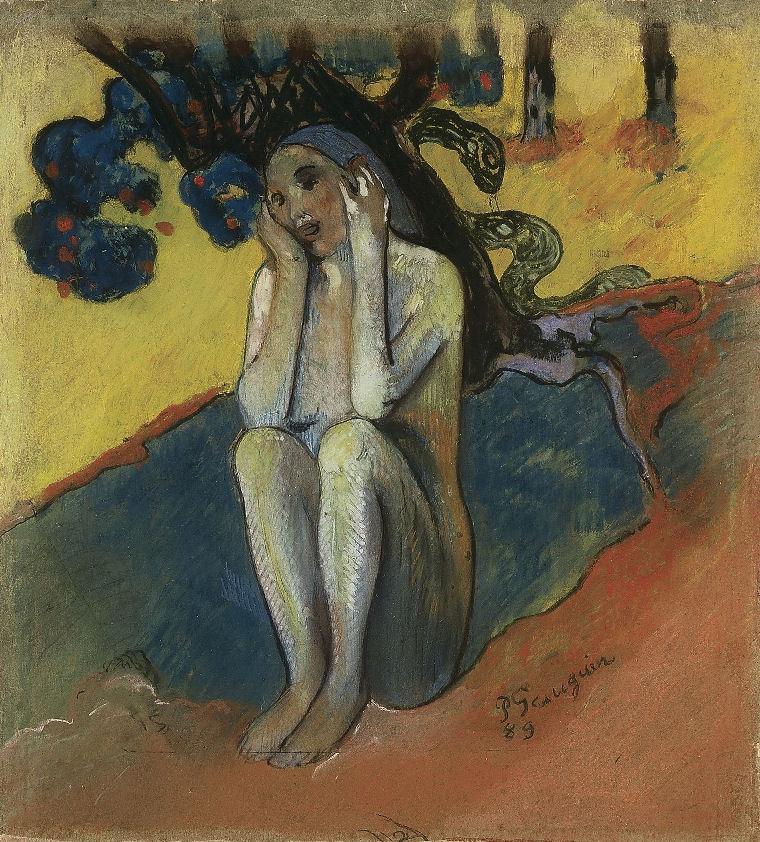
Eva bretona.
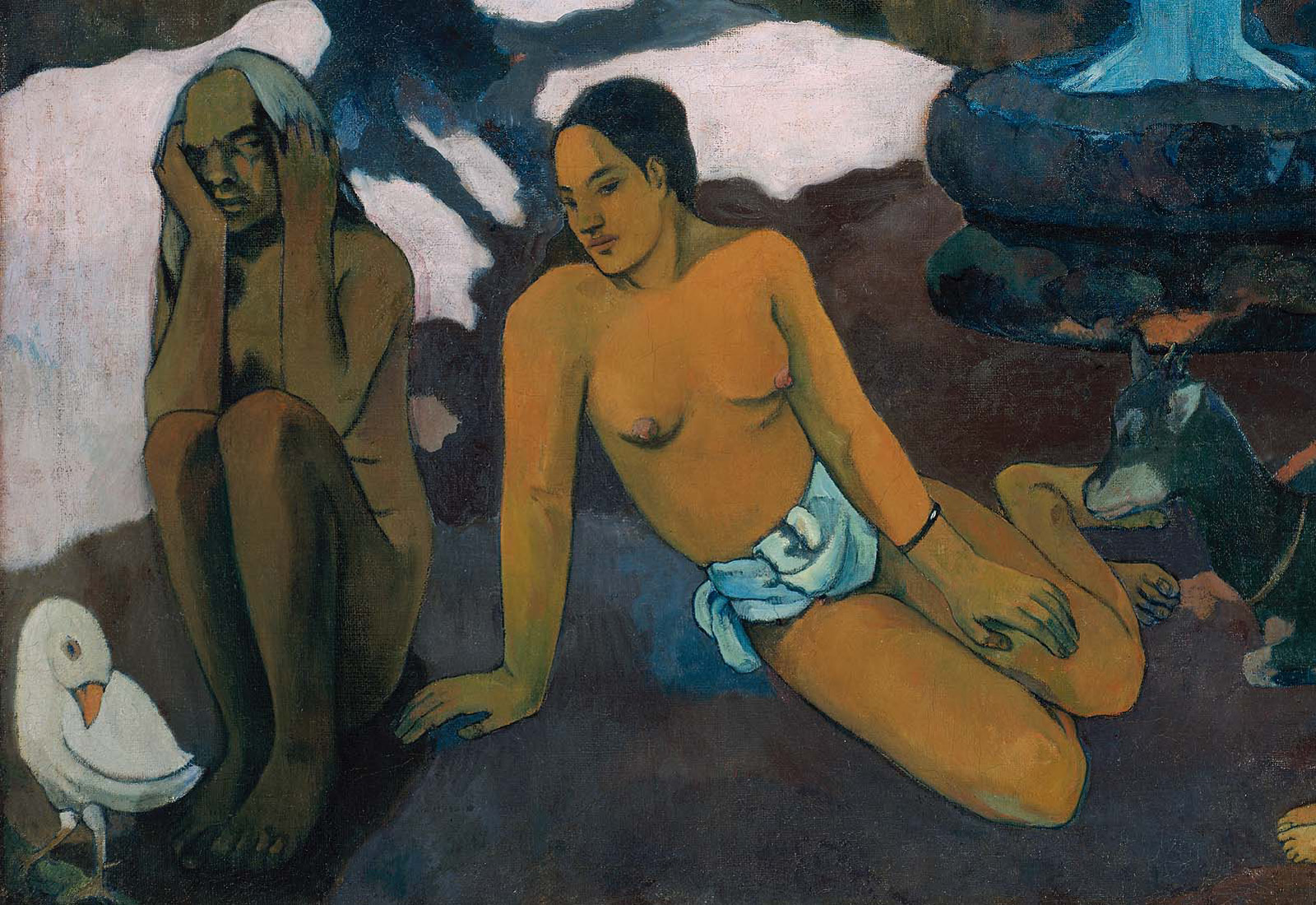
Detalle de la izquierda de ¿De dónde venimos? ¿Quiénes somos? ¿Adónde vamos?.
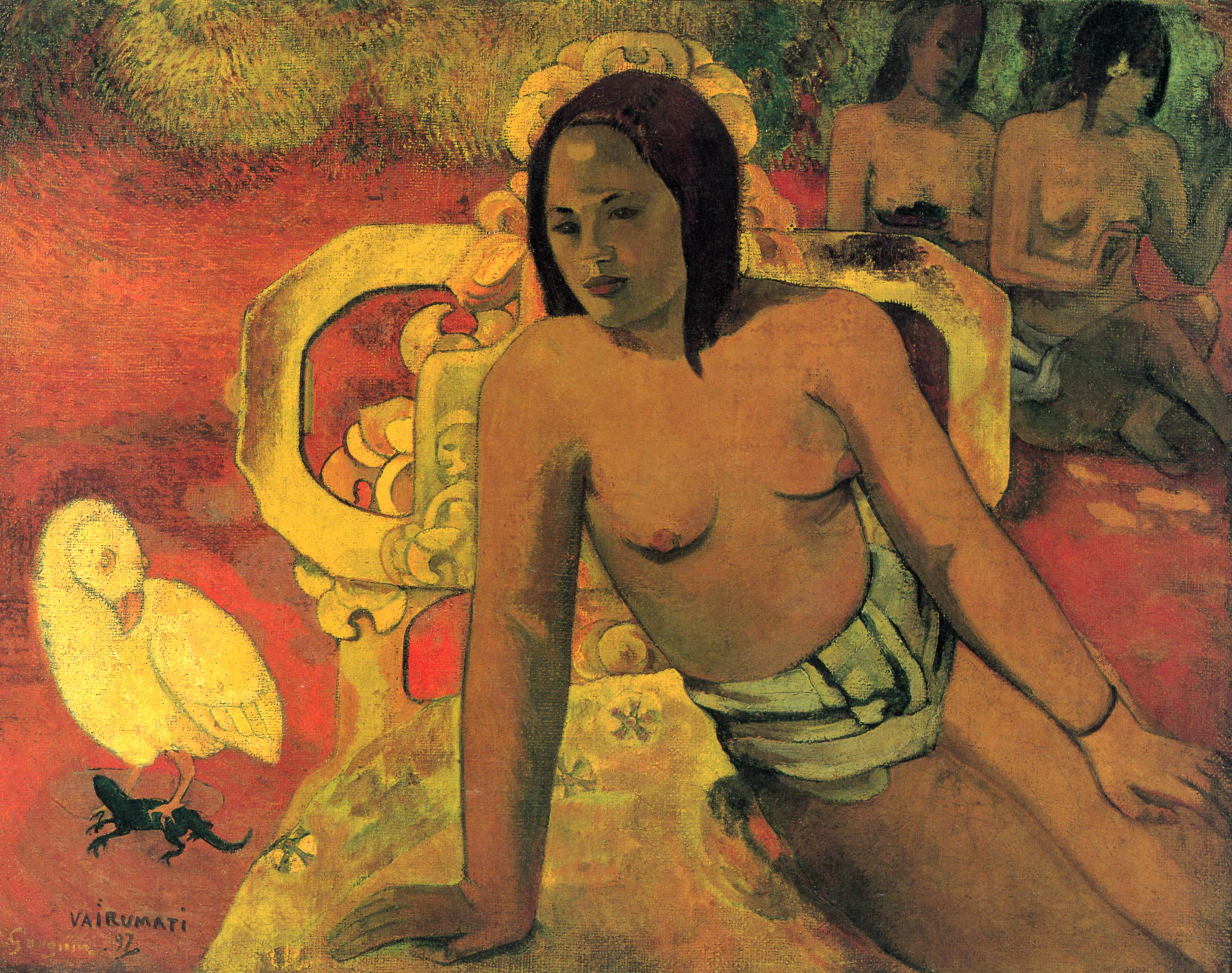
Vairumati.

La composición es una respuesta a las alegorías de Pierre Puvis de Chavannes, especialmente El bosque sagrado (1884-1889) donde también hay trece figuras de mujeres y niños. El mismo tema ya había sido pintado por Tiziano en Alegoría de las tres edades de la vida (1512).
Gauguin envió el cuadro a París, en 1898, junto con otros de tamaño menor con la intención de mostrarlos en conjunto. Son variaciones de extractos del cuadro grande: Te pape nave nave (Agua deliciosa), Taitiano con los brazos levantados, Paisaje con dos cabras, Rave te htit aamy (El ídolo).